# Tomasz Sobaniec
Tomasz Tadeusz Sobaniec (ur. 1969 w Wadowicach) – polski perkusista i pedagog.
Absolwent Akademii Muzycznej w Krakowie (klasa perkusji S. Welanyka, dyplom 1994). Profesor od 2020 w Katedrze Muzyki Współczesnej, Jazzu i Perkusji Akademii Muzycznej w Krakowie. 
Członek orkiestry kameralnej Capella Cracoviensis (od 1992). Współpracownik Krakowskiej Grupy Perkusyjnej (1990-2000), Orkiestry Filharmonii Krakowskiej, Akademii Bethovenowskiej i Sinfonietty Cracovii. Współzałożyciel i członek zespołów kameralnych Barock Tune i Alta Capella. Koncertował m.in. w Chinach, Japonii, Korei Płd, na Tajwanie i USA.  

## Odznaczenia
- Srebrny Krzyż Zasługi (2023)[1][2]
- Medal Komisji Edukacji Narodowej
- Odznaka „Honoris Gratia”